# Indischgeel

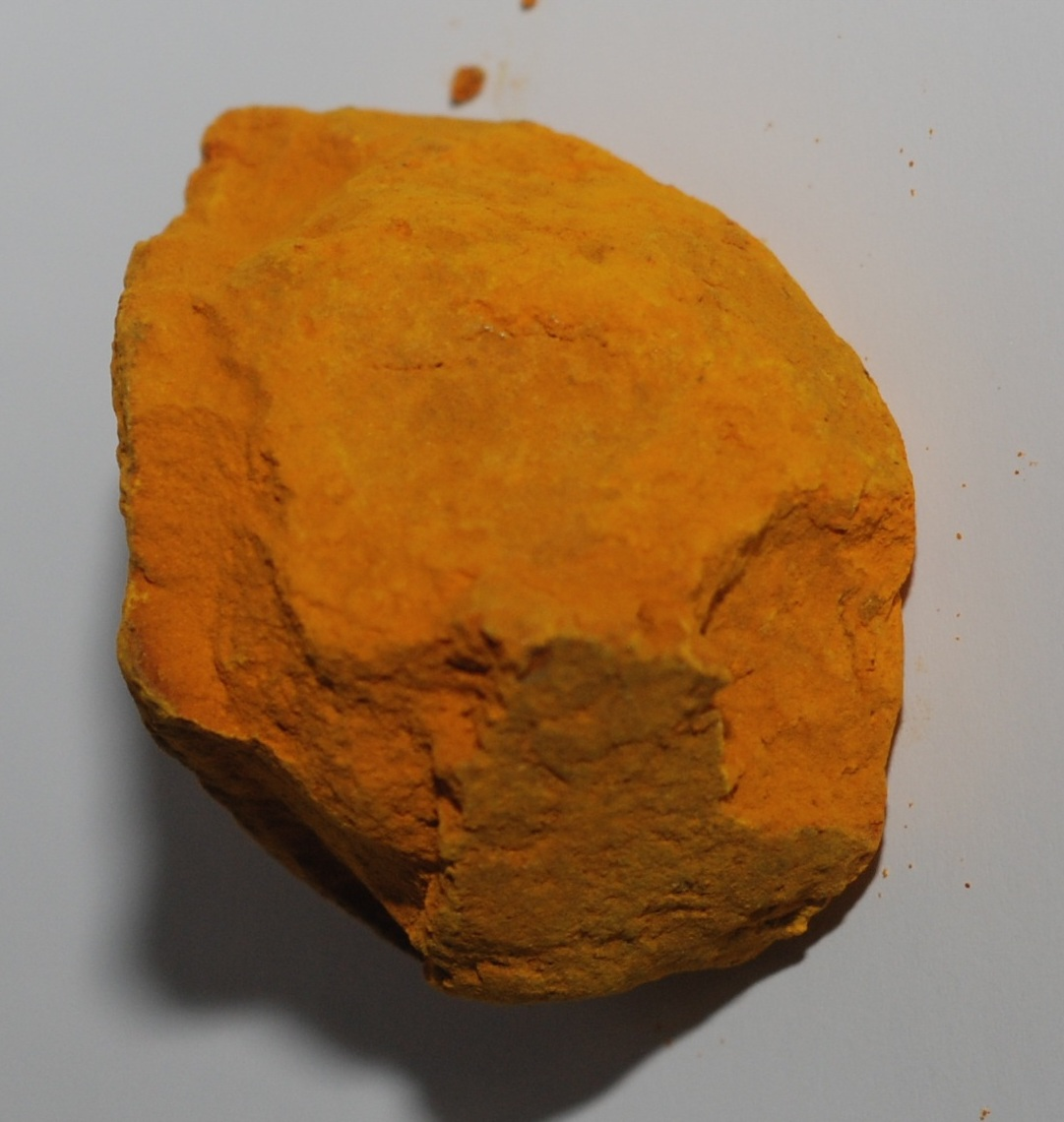
Een klomp indischgeel

Indischgeel is een geel organisch pigment.
Tegen het eind van de middeleeuwen kwam in India een nieuw geel pigment in gebruik. Het werd geproduceerd door koeien bladeren van de mangoboom te voeren. In de bladeren zit de gele kleurstof euxanthon. Die verbleekt snel en is dus op zich niet zo bruikbaar. De lever van de koe zet het euxanthon om in euxanthinezuur. Het magnesiumzout daarvan vormt een zeer fel, lichtgevend en lichtecht pigment. Het wordt door de nieren uit het bloed van de koe gefilterd. De urine van de koeien werd in potten opgevangen, ingekookt en tot bollen gekneed. Die werden ingepakt en door heel India verhandeld.
In de zestiende eeuw brachten Portugese handelaren het pigment naar Europa. De Europese schilders kenden geen ander geel pigment dat zo fel en lichtecht was. De Europeanen was het een raadsel waar het precies vandaan kwam. Sommigen dachten dat het om de urine van kamelen of olifanten ging. Anderen zagen dat als een fabeltje en meenden dat het zoals zo veel kleurstoffen uit planten gewonnen werd. 
In de negentiende eeuw begon professioneel scheikundig onderzoek naar de stof. Het euxanthinezuur werd ontdekt en kreeg zijn naam. Door dierproeven ontdekte men dat bij zoogdieren die euxanthon aten, euxanthinezuur in de urine kon worden aangetroffen. Dat leek berichten uit India te bevestigen dat het om urine van koeien ging maar zeker was men er niet van. In 1883 zonden de Britse koloniale autoriteiten een Indiase ambtenaar uit om de zaak voorgoed uit te zoeken. Die kon persoonlijk waarnemen dat er een kleine gemeenschap koeherders was die hun koeien indischgeel lieten produceren. De dieren bleken al na een paar jaar dood te gaan aan ondervoeding. Een generatie later werd de praktijk daarom verboden en rond 1920 werd ook in Europa geen verf meer van het pigment gemaakt.
Het mysterie indischgeel leek daarmee opgelost maar in 2004 werd door Victoria Finlay twijfel gezaaid over het waarheidsgehalte van het verhaal. De controverse leidde tot een hernieuwde belangstelling van de wetenschap. Het kon met zekerheid vastgesteld worden dat het pigment van dierlijke oorsprong was. Hoogstwaarschijnlijk werd het inderdaad uit koeienurine gewonnen. Indischgeel wordt tegenwoordig gebruikt om de echtheid en ouderdom van kunstwerken vast te stellen.

## Geschiedenis en onderzoek naar het pigment

### De oorsprong in India

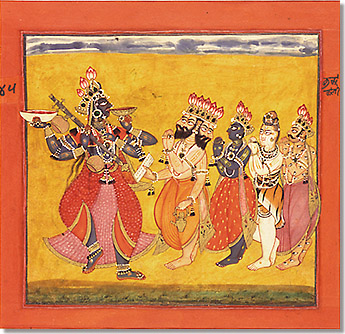
Een Indiase miniatuur uit de Hindoetraditie

Tegen de vijftiende eeuw begon men in India de Perzische gewoonte over te nemen om miniaturen te schilderen, illustraties in geschriften, op papier of perkament. De oorspronkelijke moslimtradities volgend, die afwijzend stonden tegenover elke afbeelding van levende wezens, was het kleurenpalet daarvan eerst tamelijk ingetogen. Hindoeïstische schilders werden echter al snel uitbundiger in hun coloriet. Ze gebruikten meer geel, een kleur die geassocieerd werd met zowel de goden als de hoogste kaste, de brahmanen. Rond 1400 duiken de oudste bekende miniaturen op die grote partijen hebben die met indischgeel zijn gekleurd. Uit de voorgaande periode, toen nog op palmbladeren werd geschilderd, is geen gebruik van indischgeel bekend. Oude geschriften in het Sanskriet vermelden het pigment niet.
Uit veel latere bronnen is bekend dat het oranjegele pigment pioeri of peori werd genoemd. Van die naam bestonden talloze variaties. Het is door Moti Chandra gesuggereerd dat het pigment zijn oorsprong vond in Perzië gezien een alternatieve naam, gogoli, die afgeleid zou zijn uit het Perzisch gaugil, "koeienaarde". Daartegen spreekt dat geen oudere Perziche miniaturen met indischgeel gevonden zijn. Uit de zeventiende eeuw zijn muurschilderingen bekend die indischgeel gebruikten. Uit de negentiende eeuw wordt bericht dat het pigment als vrij goedkoop gold en als textielverf werd ingezet, vooral bij het kleuren van katoen. Een wellicht verwant pigment, gorocana, werd gebruikt om de rituele gele markering op het voorhoofd aan te brengen, de tilak.

### Oudste Europees gebruik

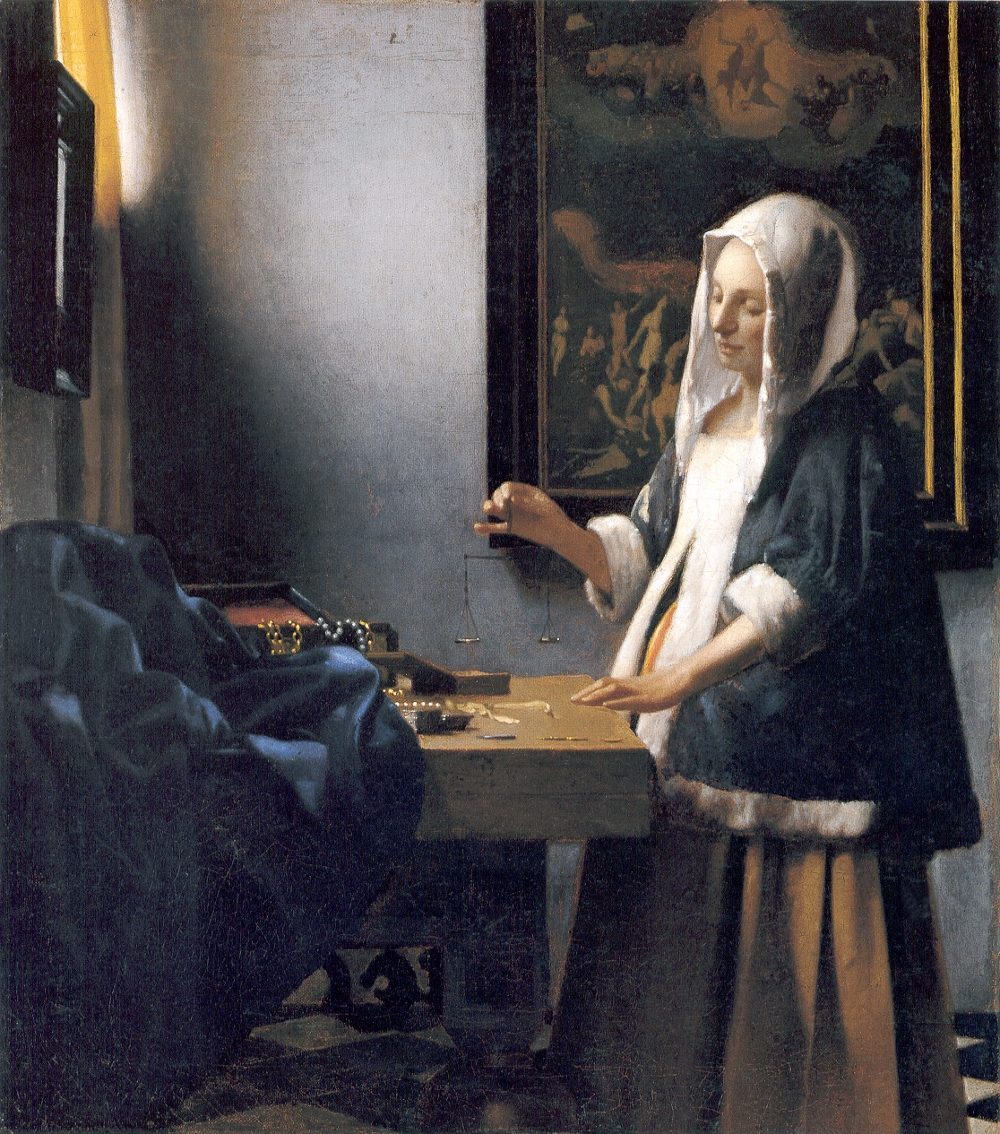
Het gordijn links bevat wel indischgeel maar is een latere restauratie

In de zestiende eeuw vond het pigment zijn weg naar het Westen. Vermoedelijk ging dat niet via de traditionele handelsroutes door het Ottomaanse rijk naar Venetië. In de tijd van de ontdekkingsreizen had Portugal een directe zeeroute op India geopend. De beperkte laadruimte kon alleen profijtelijk worden ingezet als men zich beperkte tot dure luxeproducten zoals juwelen, specerijen en ook zeldzame pigmenten. Zulke goederen werden verder naar het noorden verscheept, naar Antwerpen in de Nederlanden. Daar was een goede markt voor pigmenten omdat de Nederlanden zich hadden ontwikkeld tot het tweede centrum van Europese schilderkunst, naast Italië. 

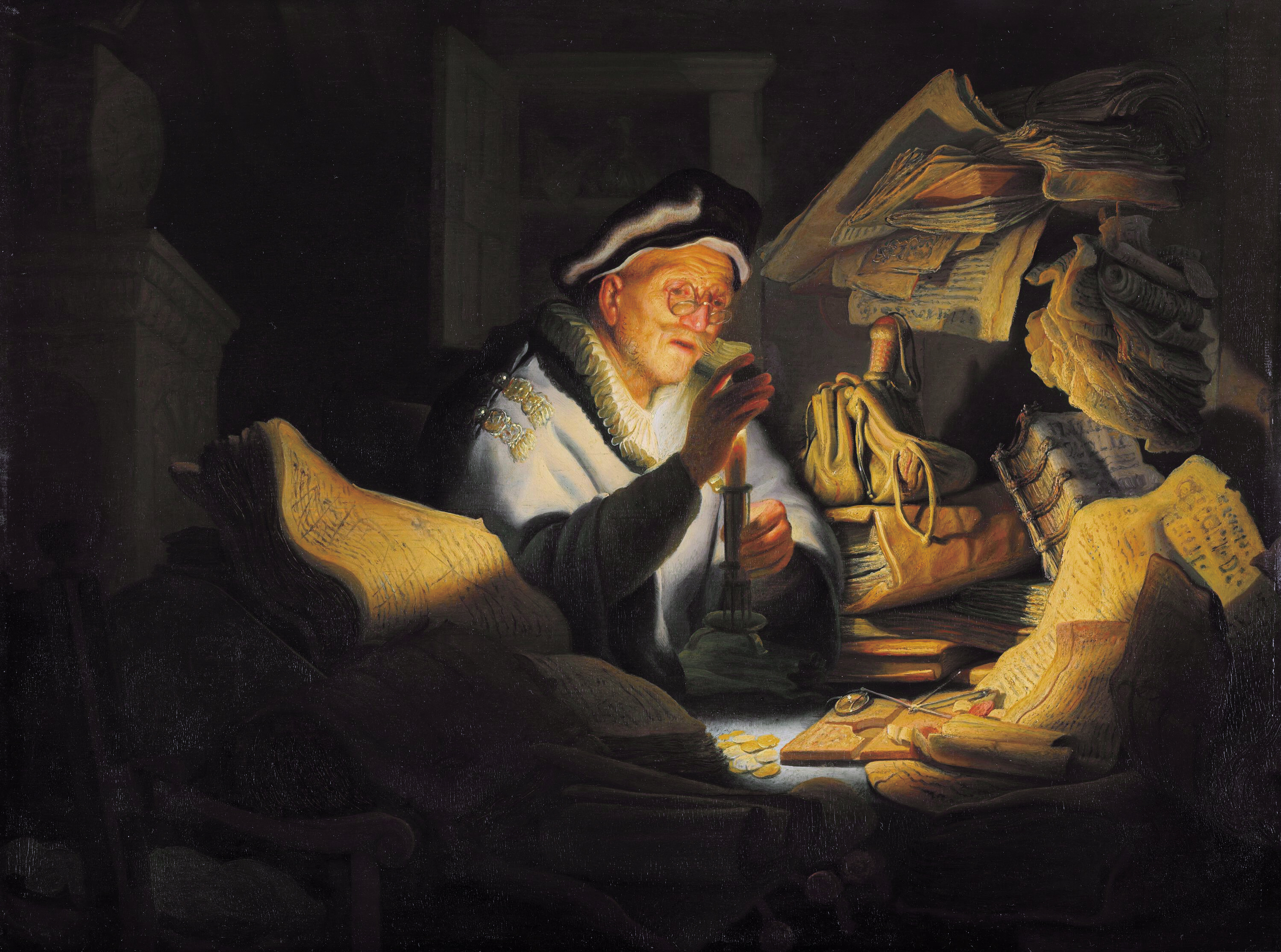
De Parabel van de rijke dwaas

In de gouden eeuw van de Nederlandse schilderkunst, de zeventiende, was indischgeel vermoedelijk al een gangbaar pigment, hoewel dat lastig is aan te tonen. De schilderboeken hebben het niet over een "indischgeel". Het woord is een latere vertaling van het Franse jaune indien. Hermann Kühn meende het in 1968 gevonden te hebben in een geel gordijn afgebeeld op Johannes Vermeer's Vrouw met weegschaal uit circa 1664. In 1974 bleek echter dat de zijkanten van het paneel in een latere eeuw gerestaureerd waren door de toevoeging van plankjes; voor het extra stuk gordijn had men indischgeel gebruikt. Vermeer zelf had het originele deel daarvan geschilderd met het traditionele pigment loodtingeel. Ondanks deze weerlegging wordt het schilderij nog steeds vaak aangehaald als voorbeeld van zeventiende-eeuwse toepassing. Een werk waarin het pigment wel is aangetoond is Rembrandts Gelijkenis van de rijke dwaas uit 1627. De Republiek der Zeven Verenigde Nederlanden had intussen factorijen gesticht op de Indiase kust waarlangs het pigment direct kon worden geïmporteerd.

### Achttiende eeuw
In de achttiende eeuw werd de belangrijkste exporteur de Britse East India Company die een dominante economische en militaire positie in India verwierf. Portugese, Nederlandse en Franse factorijen werden veroverd of geïsoleerd. Het bedrijf liet via haar grote handelstad Calcutta het indischgeel aanvoeren. Het werd geleverd in de vorm van vuistgrote zachte klompen organisch materiaal. 
De precieze herkomst van de klompen was in Europa onbekend. In het kader van de Verlichting was er steeds meer aandacht voor zulke natuurhistorische verschijnselen, die systematisch werden beschreven. Bij gebrek aan betrouwbare informatie stelden de natuurvorsers allerlei wilde hypothesen op. De bollen indischgeel roken sterk naar ammoniak en men opperde dat ze bestonden uit de urine van grote slangen, buffels, olifanten of kamelen, exotische dieren die met India in verband werden gebracht. Een minder onhygiënische herkomst zou ossengal kunnen zijn of in het algemeen galstenen van vee. Een andere veel gemaakte suggestie was dat het om kurkuma zou gaan, waarvan het gemalen goudgele poeder in India niet alleen als specerij maar ook als ritueel kleurmiddel wordt gebruikt. De geelwortel van Curcuma longa waaruit de specerij gewonnen wordt, heeft wel iets van de klompen indischgeel weg. De oudste bekende vermelding van de term Indian Yellow in het Engels komt uit het dagboek van de amateurschilder Roger Dewhurst. Die liet in 1786 een vriend hem een klomp indischgeel bezorgen en een andere vriend speculeren over de herkomst ervan.
Verwarrend was dat allerlei gele pigmenten die uit Azië geïmporteerd werden als "indischgeel" verkocht konden worden, zoals verschillende okers, saffraan of gummigut. In India zelf waren er talloze variaties op de naam en ook de Britten hadden afwijkende namen, zoals snowshoe yellow gebaseerd op de onjuiste aanname dat het over Tibetaanse bergpassen werd aangevoerd.

### Scheikundig onderzoek in de negentiende eeuw
Gedurende de negentiende eeuw nam de speculatie toe. Er was een algemeen besef dat het om ingedikte urine zou gaan maar ook de neiging dit als een verzinsel af te doen. Franse bronnen vermoedden dat het om galblazen van runderen uit Afrika ging of om een extract uit bladeren van Memecylon, welk geslacht inderdaad een gele kleurstof levert. Een andere mogelijkheid zag men in de bast van Berberis.

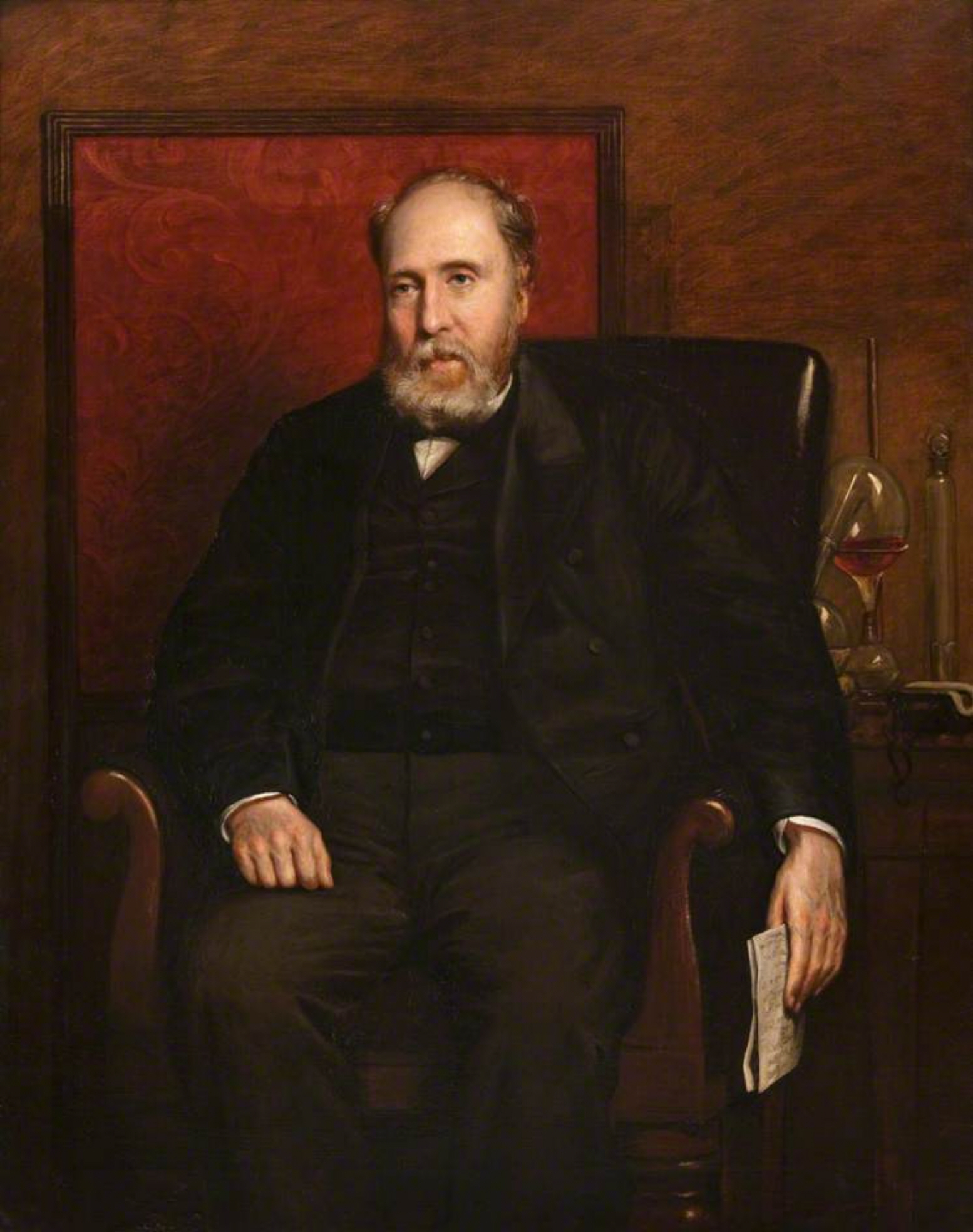
John Stenhouse

In de eerste helft van de negentiende eeuw kwam de scheikunde tot grote bloei. Chemici onderzochten de samenstelling van allerlei stoffen, vooral als daarvan een commerciële toepassing te verwachten was. Pigmenten en kleurstoffen genoten een speciale belangstelling vanwege het enorme belang van de textielindustrie die steeds op zoek was naar nieuwe modekleuren. De Schot John Stenhouse publiceerde in 1844 een wetenschappelijk artikel over indischgeel. Hij merkte op dat het in grote hoeveelheden werd geïmporteerd uit India en China in de vorm van klompen die drie tot vier ons wogen. Binnenin waren die fel oranje. Onder de miscroscoop bleek de substantie te bestaan uit scherpe kristalnaalden, soms gegroepeerd in sterren, van een duidelijk organische stof. Die noemde hij purreic acid. Volgens hem ging het om de gom van een of andere plant. Het verhaal van een dierlijke herkomst zou zijn oorsprong hebben in de walgelijke geur die de stof verspreidde, welke deed denken aan bevergeil. 
Hetzelfde jaar liet ook de Duitser Otto Liné Erdmann een studie verschijnen. Na een lezing in 1843 had een van zijn luisteraars hem een stuk Kameelharn gegeven dat over Le Havre als pigment geïmporteerd was. Nader onderzoek toonde aan dat het uit Engeland kwam. Het Franse handelshuis Girouy bood twee kwaliteiten pigmentpoeder te koop aan, een Jaune indien purifié fin en een Jaune indien purifié extrafin, die per dertig gram respectievelijk vijf francs en acht francs, vijftig centimes moesten kosten. Dat waren voor die tijd hoge prijzen die Erdmann echter gerechtvaardigd achtte gezien de onovertroffen kwaliteiten als gele glaceerverf. Nog voor hij zijn bevindingen kon publiceren, kreeg hij het artikel van Stenhouse onder ogen. Dat stelde hem in staat dat kritisch te benaderen. De naam purreic acid vond Erdmann onbruikbaar. Het zou in het Duits Pureesäure worden wat door iedereen fout zou worden uitgesproken. Hij stelde het alternatief Euxanthinsäure voor, vanuit het Grieks euxanthos, "goed geel". Deze term zou uiteindelijk door de wetenschap overgenomen worden omdat het meeste onderzoek in Duitsland plaatsvond. Hij bedacht meteen de term euxanthon voor wat hij dacht dat het stabiele gele verbindingen met euxanthinezuur waren. Erdmann wees erop dat Stenhouse helemaal geen argumenten had aangedragen waarom het om het sap van een plant zou gaan.
In 1845 publiceerden beide onderzoekers een gezamenlijk artikel. Daarbij prefereerden ze de term euxanthinezuur, wezen erop dat het pigment in Engeland goedkoper was maar niet altijd verkrijgbaar en dat een plantaardige oorsprong in het bomengeslacht Berberis gevonden zou kunnen worden. Beide begrepen nu dat het euxanthon in feite een van de componenten van euxanthinezuur was, hoewel het ze niet lukte een correcte samenstelling te bepalen. Werner Schmid was in 1855 de eerste die vermoedde dat een dier het euxanthon in een euxanthinezuur omzette.
Onderzoek naar euxanthinezuur werd in 1870 voortgezet door Adolf von Baeyer, de latere nobelprijswinnaar, die studies uitvoerde naar talloze organische pigmenten. In 1875 toonde Max Emanuel Jaffé euxanthinezuur aan in de urine van honden die euxanthon aten. In 1879 waren het Osvalds Šmīdebergs en Hans Meyer die als eersten vaststelden dat de tweede component een stof was die ze benoemden als glucuronidezuur.

### Onderzoek in India zelf
Langzaam verspreidde zich betrouwbaarder informatie uit India naar Europa, vooral door de steeds intensievere economische contacten met de Britten. In 1809 meldde George Field in een artikel over pigmenten dat een diepe gele kleur verkregen werd uit de urine van buffels dan wel kamelen nadat die gevoerd waren met "de mango".
In 1857 meldde de botanicus dr. John Ellerton Stocks, werkzaam in India, dat de substantie Purree verkregen werd uit de urine van koeien nadat die verdorde en gele mangobladeren te eten hadden gekregen. Het pigment zou vermengd worden met geraspt sandelhout om gooloochund te maken, een gele zalf om het rituele teken op het voorhoofd aan te brengen. Uit hetzelfde jaar stamt een bericht dat een Britse spion die Delhi infiltreerde tijdens de Indiase opstand van 1857 om zich te vermommen zijn huid kleurde met peori.

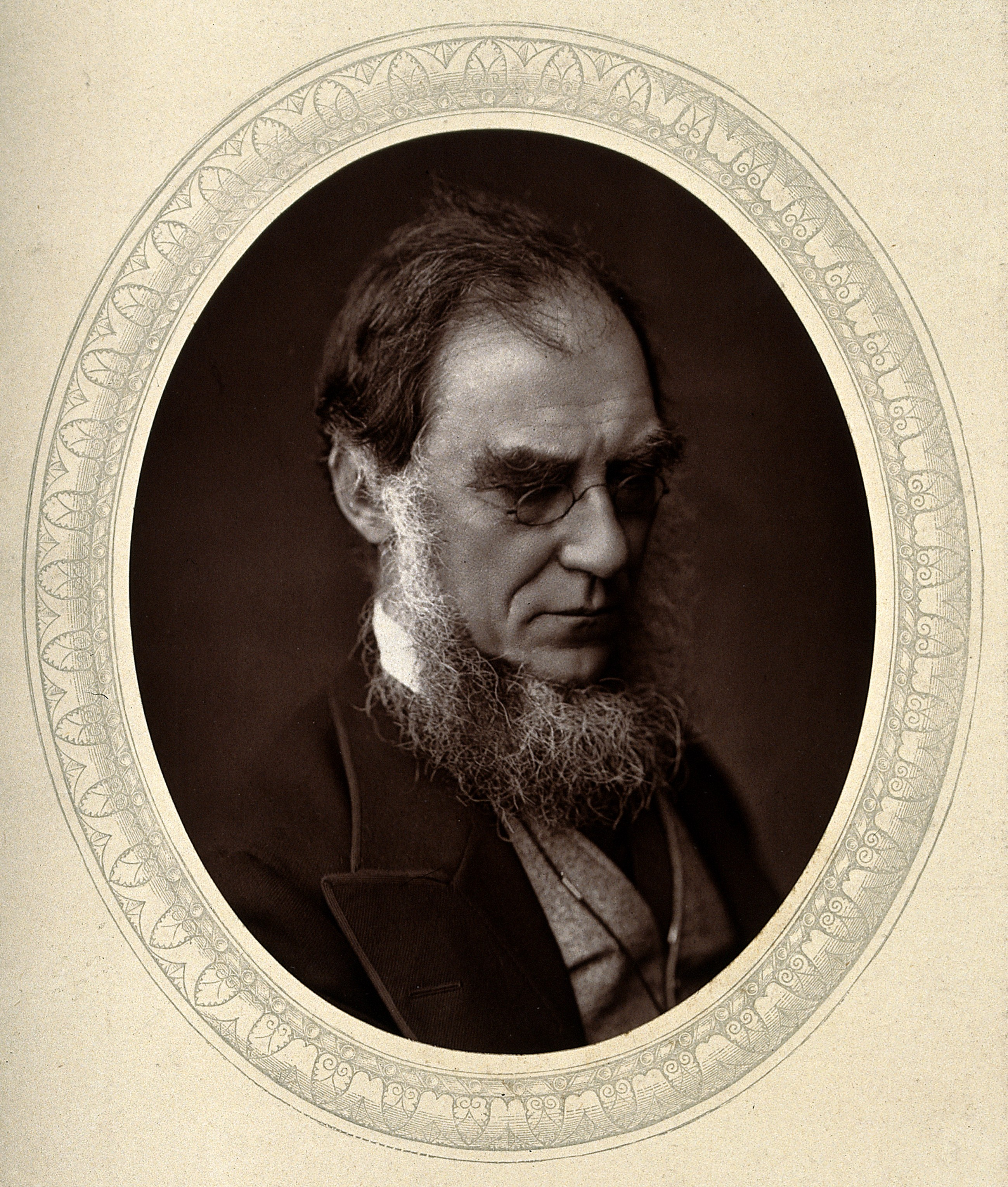
J.D. Hooker

In 1868 publiceerde Baden Henry Powell een handboek over de fabricaten die de Punjab te bieden had. Daarin kwamen ook de verschillende gele pigmenten aan de orde. Hij meldde een gele oker, een aardkleur die ook als Indiase oker bekend stond en wel met indischgeel verwisseld werd. Er waren daarnaast twee pigmenten die als peori verkocht werden. Een daarvan was het Wilayíti peori. Het bleek om chromaatgeel te gaan, een moderne anorganische verbinding, dat uit Engeland geïmporteerd werd. Het werd peori genoemd vanwege de gelijkenis met   Hardwárí peori, het traditionele pigment. Het Hardwári verwees naar de plaats van herkomst. Powell meldde dat het pigment bereid werd door de urine in te dikken van koeien die mangobladeren gevoerd werden. Overigens zou een oranje kleurstof gewonnen uit de bloem van Nyctanthes arbor-tristis onder dezelfde naam verkocht worden. De plaatsaanduiding is een alternatieve naam van de stad Haridar. Die ligt op ruime afstand van de enige locatie in Bihar waar ooit zulke koeien zijn waargenomen. Wellicht dat de praktijk vroeger wijder verspreid was, evenals de toepassing. Powell kreeg zijn informatie echter van de bazar van Lahore en Haridar is een plausibele doorvoermarkt voor een export naar westelijker regio's.

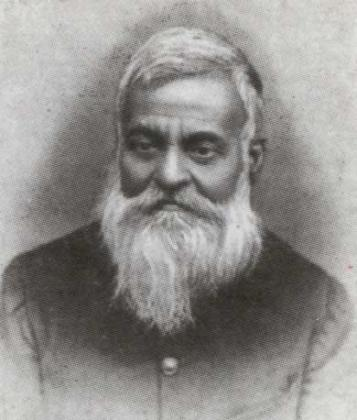
Troilokyanath Mukhopadhyay

Begin 1883 wilde de scheikundige professor Carl Gräbe, die in Genève begonnen was euxanthon te analyseren, de oorsprong van het pigment nagaan. Hij verzocht dr. Hugo Muller te informeren bij Joseph Dalton Hooker, de directeur van de Kew Gardens, welke lange tijd in India gewerkt had. Die besloot het mysterie door de ambtelijke instanties te laten ophelderen, als goed botanicus betwijfelend of de oorsprong dierlijk was. Hij liet William Turner Thiselton-Dyer een brief schrijven aan het Indian Department of Revenue and Agriculture met het verzoek de herkomst te laten nagaan. Na enkele maanden kon hun medewerker Troilokyanath Mukhopadhyay, ("T.N. Mukharji"), een expert op het gebied van Indiase schildertechnieken, in een artikel in het Britse Journal of the Society of Arts melden dat hij had kunnen waarnemen dat bij Mirzapoer, in Munger, in Bihar een kleine gemeenschap van koeherders, gwalas, hun dieren mangobladeren (Mangifera indica) voerden met veel water, waarna de koeien een feloranje urine uitplasten. De vloeistof werd door verhitting ingedikt en verpakt voor verkoop. Hij vond de arme dieren er maar ondervoed en ziek uitzien, wat verklaard zou kunnen worden door het feit dat de bladeren het gif urushiol bevatten. In geen enkel ander deel van het land zou er een productie zijn van indischgeel. Een winning, direct of indirect, uit mangobladeren sloot overigens vrijwel uit dat het pigment oorspronkelijk uit Perzië kwam want daar komt de mango niet voor. Een oude Perzische naam kan ook verklaard worden door het feit dat het Perzisch in India een belangrijke cultuurtaal was sinds de verovering door de Timoeriden. Mukhopadhyay ging ook in op de economische aspecten. De totale productie werd door de herders zelf aangegeven als tienduizend tot vijftienduizend pond per jaar, wat hij een overschatting achtte. Tussenhandelaren, meestal behorend tot de etnische groep van de Marwari, gaven de koeherders een voorschot. Het product werd vervoerd naar Patna of Calcutta en daar doorverkocht. De herders werd één roepi per pond betaald; in Calcutta was de prijs al opgelopen tot honderd à tweehonderd roepi. Mukhopadhyay zond een ruime hoeveelheid documenterend materiaal naar Londen, waaronder een monster indischgeel dat direct van de koeherders was gekocht, een monster van de markt, een fles koeienurine, een pot gebruikt voor het inkoken en een partij mangobladeren.
Het verslag werd nog in 1883 bevestigd door een artikel van Hugh W. M'Cann, hoewel het onzeker is of die zelf onderzoek uitvoerde of simpelweg de resultaten herhaalde. M'Cann wees erop dat de handel in indischgeel kennelijk nogal profijtelijk was: twee tussenhandelaren hadden zelfs een opgave gedaan voor de inkomstenbelasting, een uitzondering voor die tijd.
Hooker liet een van de monsters naar Gräbe zenden die er in 1889 over publiceerde in de Archives des Sciences Physiques et Naturelles. Hij bevestigde veel van de waarnemingen van eerdere onderzoekers, maar meende dat de klompen typisch tachtig tot honderdtwintig gram wogen. Hij voerde een chemische analyse uit van het monster maar ook van partijen indischgeel die door het Franse Lefranc & Co. ter verkoop werden aangeboden in zeven kwaliteiten. Kwaliteit A kostte driehonderd franc per kilogram, kwaliteit G vijftig tot zestig franc. Hij stelde vast dat het verschil hem zat in de verhouding tussen het euxanthon en het euxanthinezuur. De beste kwaliteit bevatte helemaal geen euxanthon maar 72,3% euxanthinezuur. Bij kwaliteit G was dat laatste gezakt tot een derde; een vol derde was euxanthon. Het lukte hem het euxanthinezuur te ontbinden in euxanthon en glucuronidezuur. Hij wees daarbij op kort daarvoor verschenen onderzoek waarin honden en konijnen euxanthon te eten kregen waarna hun urine euxanthinezuur bleek te bevatten.

### Twintigste en eenentwintigste eeuw
In het begin van de jaren twintig van de twintigste eeuw viel de hele export stil. In Engeland werd aangenomen dat nieuwe wetgeving uit 1908 tegen dierenmishandeling hiervoor verantwoordelijk was, mede in verband met het gegeven dat de koe in India als een heilig dier gold. Het werd een befaamd verhaal dat standaard in boeken over pigmenten werd opgenomen. Westerse verffabrikanten waren al tijdens de negentiende eeuw begonnen imitaties te produceren. Ook werd echt indischgeel versneden met chromaatgeel of geel gewonnen uit bessen, om de kosten te drukken. In de loop van de twintigste eeuw werd alle tubeverf die onder de naam "indischgeel" verkocht werd een imitatie, meestal op basis van idanthreengeel of Hansageel. Later werd ook isoindolinonegeel gebruikt, het PY110. Moderne synthetische productie van het oorspronkelijke pigment lukte pas in 2018.
In de jaren vijftig van de twintigste eeuw ontdekten Geoffrey John Fraser Dutton en I.D.E. Storey het proces van glucuronidatie, waarin glucuronidezuur in de lever verbonden kon worden net andere stoffen, die beter afscheidbaar waren.
In 2004 publiceerde Victoria Finlay een boek over de geschiedenis van pigmenten, Color: A Natural History of the Palette. Finlay was gefascineerd geraakt door de geschiedenis van indischgeel. In Londen lukte het haar echter niet de desbetreffende wetgeving tegen dierenmishandeling in de archieven te lokaliseren. Hierdoor achterdochtig geworden, besloot ze zelf in Bihar de waarheid van het relaas te achterhalen. Tijdens een kort verblijf in de regio slaagde ze er niet in iemand in het gebied te vinden die ook maar iets van het onderwerp afwist. Door de taalbarrière moeizaam verlopende contacten met een theehandelaar, een kunstschilder en een melkveehouder leverden niets op. Zelfs het woord peori leek allen onbekend te zijn. Wel zag ze een boomgaard met mangobomen. Ze suggereerde dat Mukharji het verhaal maar uit zijn duim gezogen had, wellicht om zijn Engelse meesters een poets te bakken, en dat het pigment misschien direct uit bladeren gewonnen werd. Ook vermeldde ze dat ze iemand kende die geprobeerd had het pigment te maken door runderen mangobladeren te voeren maar dat dit mislukt was.
Hoewel het kleine aantal pagina's in Finlays boek dat aan het onderwerp gewijd was, niet als een serieuze falsificatie kon gelden van de hypothese van een dierlijke oorsprong, vooral omdat ze de scheikundige literatuur buiten beschouwing liet, werd op het internet, in blogs en zelfs wikipedia, haar interpretatie dominant. Experts betreurden dat maar werden ook geïnspireerd tot hernieuwd onderzoek.
De beëindiging van de productie en de beperkte informatie die tegenwoordig beschikbaar is, zou kunnen samenhangen met het feit dat de koe in de hindoecultuur een heilig dier was. Mukhopadhyay had al te horen gekregen dat de koeien meestal binnen twee jaar stierven. De herders ontkenden dit en stelden dat ze vermagerde koeien weer lieten herstellen door ze gras te laten eten, hoewel dit de kwaliteit van de urine verminderde. Mukhopadhyay erkende dat hij zelf oudere koeien had waargenomen. Hij merkte op dat alleen sommige leden van de gemeenschap direct bij de productie betrokken waren en dat die een lagere sociale status hadden. Toen de Britten de feitelijke macht van de plaatselijke moslimheersers hadden overgenomen, leidde dat tot een emancipatiebeweging van de hindoes die zich uitte in de oprichting van verenigingen voor de bescherming van koeien.
In 2014 wees Brijinder Nath Goswamy, expert op het gebied van Indiase miniaturen, in een bespreking van Finlays boek erop dat ze beter naar Rajasthan had kunnen reizen omdat kunstenaars daar niet alleen het woord peori nog kenden maar indischgeel nog steeds zouden toepassen.
In 2017 werden de materialen door Mukhopadhyay opgezonden met een veelheid aan moderne methoden opnieuw onderzocht en bleek het toch echt om urine te gaan met daarin euxanthon en euxanthinezuur.

## Bereiding en samenstelling

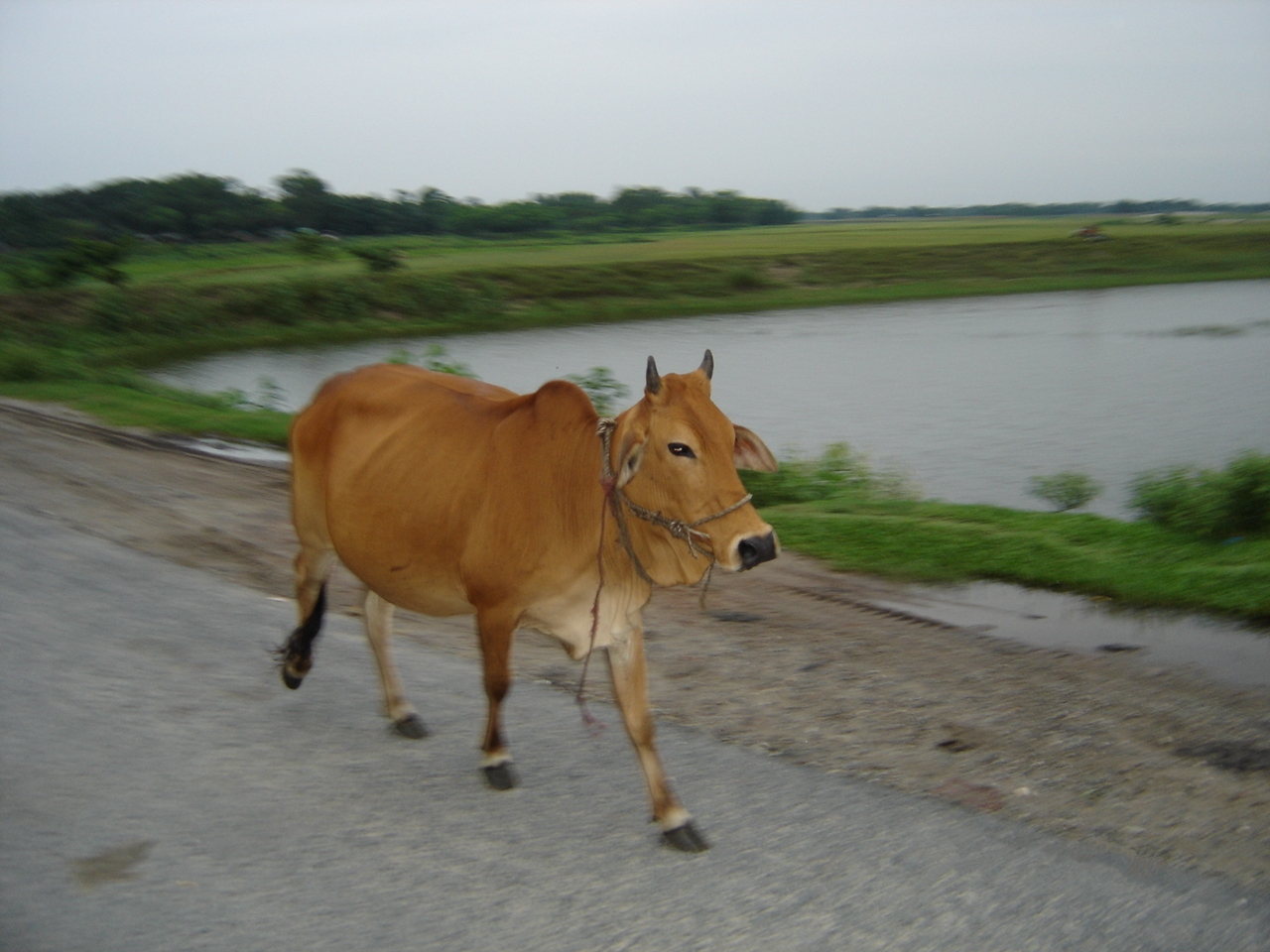
Een zeboekoe kan met haar lever euxanthon omzetten in een stabiel pigment

De koeien werden op een dieet gesteld van mangobladeren en water. Ze werden getraind om viermaal per dag te urineren. Daartoe werd de uitgang van de pisbuis, de meatus urinarius, door streling geprikkeld. In sommige bronnen wordt gesteld dat het urineren daarom voor de dieren pijnlijk zou zijn en dat dit een van de redenen zou zijn geweest voor het verbod. De urine werd opgevangen in kleine kogelvormige aardewerkpotten waarvan de opening direct op die van de koe gezet kon worden. Iedere avond werden de potten op een vuur geplaatst om de urine te laten indikken. Het residu werd daarop door een doek geperst om het vocht verder te verwijderen. Daarna werd het tot een bol gekneed. Die werd verder gedroogd door hem eerst boven een zacht houtskoolvuurtje te verwarmen en uiteindelijk aan de hitte van de zonnestralen bloot te stellen. Daarna volgde verpakking en verkoop aan een tussenhandelaar.

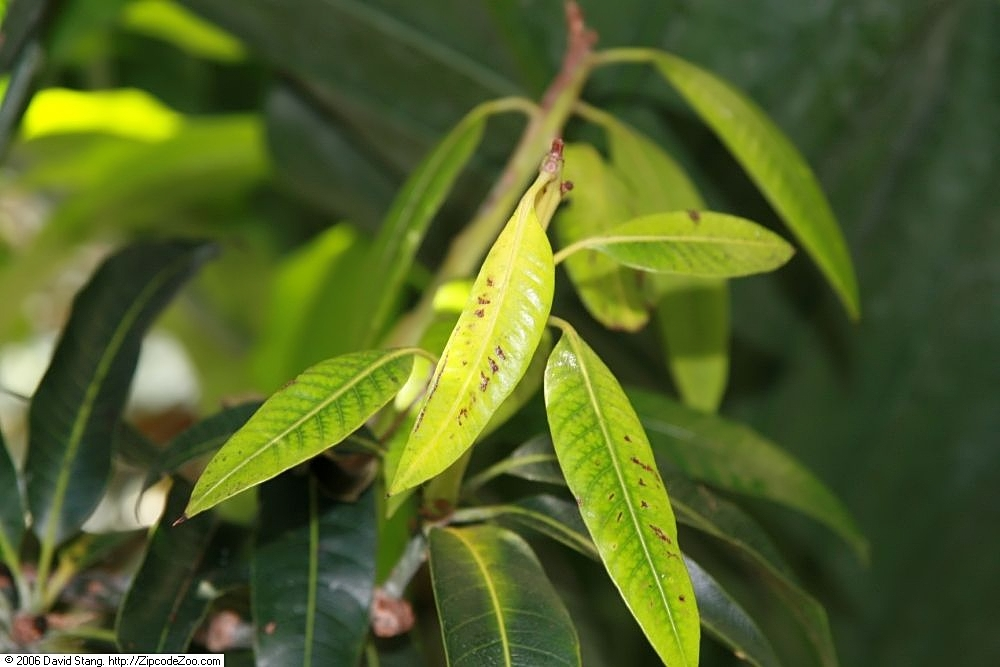
Mangobladeren zijn de bron van euxanthon

Door de koeien vrijwel alleen maar mangobladeren met de component euxanthon te voeren, ontstond in hun lever als een pathologisch proces van glucuronidatie een calciummagnesiumzout van euxanthinezuur. In het Engels is dat laatste een (2S,3S,4S,5R,6S)-3,4,5-Trihydroxy-6-[(8-hydroxy-9-oxo-9H-xanthen-2-yl)oxy]oxane-2-carboxylic acid met de formule C19H16O10. Als een gehydrateerd magnesiumeuxanthaat is de formule C19H16MgO11•6H2O. Dit is het voornaamste geelkleurend bestanddeel. In de klompen bevonden zich natuurlijk nog veel meer stoffen en hun samenstelling kon aanzienlijk verschillen, afhankelijk van het dieet en de conditie van de koeien. Gräbe vond in zijn monster 51% euxanthinezuur, 4,2% magnesium, 3,4% calcium, 1,5% siliciumoxide en aluminiumoxide naast water en 39% vluchtige stoffen. De gele component euxanthon zit ook nog ongebonden in de urine. Het euxanthon zou in beginsel ook direct uit de mangobladeren gewonnen kunnen worden door die te koken maar zo verkrijgt men slechts een flets aftreksel. Andere bronnen voor euxanthon zijn Platonia insignis, Polygala caudate en Cassia obtusifolia. Geen enkele plant lijkt euxanthinezuur te bevatten.
De structuurformule van euxanthinezuur:

De ringen van het euxanthon die overeenkomen met het fenol-anion zorgen vermoedelijk voor de goudgele kleur door een sterke absorptie van blauw licht en een matige absorptie van groen licht.
In Europa werden de klompen Indischgeel eerst van hun groenige buitenschil ontdaan en daarna grondig vermalen tot een poeder. Dit poeder werd net zo lang gewassen in kokend water totdat het geen kleur meer afgaf. Hierdoor werd het geler en het riekte ook veel minder. Vermoedelijk werd zo het ongebonden euxanthon grotendeels verwijderd, waardoor de lichtechtheid toenam. Daarna werd het twee dagen in een oplossing van ammoniak gedrenkt waarna het opnieuw met kokend water gewassen werd. Daarna werd het poeder gedroogd en tot kleine blokken geperst waarna het toepasbaar was als pigment. De verschillende kwaliteiten weerspiegelden het aantal wasronden; slechte kwaliteiten waren vuiler en minder lichtecht maar ook goedkoper. In 2019 bleek dat de buitenschil meer ongebonden euxanthon bevatte, vermoedelijk doordat temperatuurswisselingen, mogelijkerwijs bij het drogingsproces, het euxanthinezuur weer uit elkaar deden vallen.

## Belang voor de schilderkunst

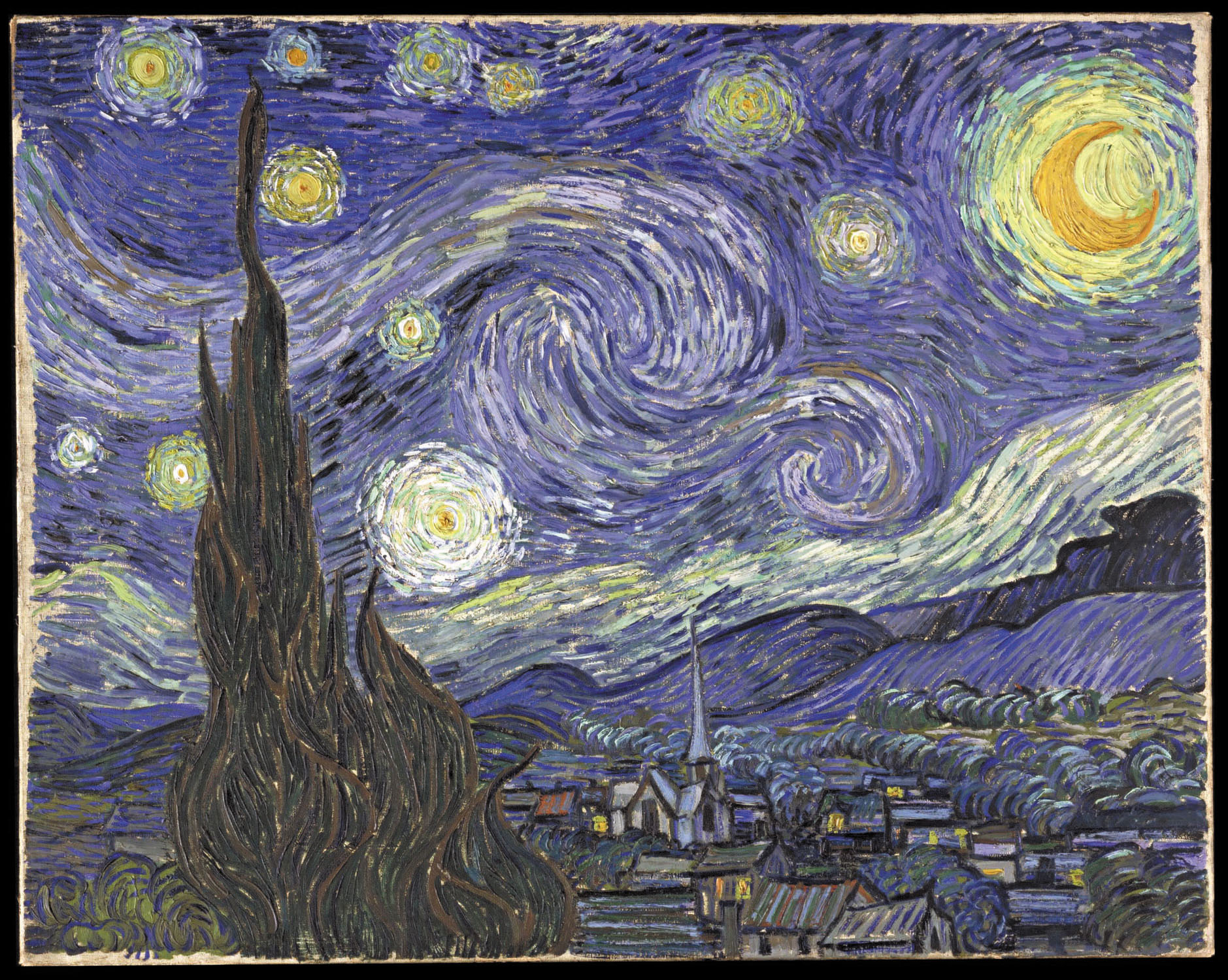
De maansikkel in De Sterrennacht is geschilderd in indischgeel

Indischgeel was al in India zeer geliefd voor miniaturen, vooral tijdens de bloeiperiode van het Mogolrijk in de zeventiende eeuw. Het pigment werd vermengd met arabische gom om een dekverf te verkrijgen. In Europa was toen olieverf de dominante schildertechniek geworden. Het bleek dat indischgeel met olie vermengd een prachtige gele lak opleverde, waarmee een transparante glacis aangebracht kon worden. De kleur was veel intenser, en ook lichtechter, dan dat van het goedkopere schijtgeel waarmee meestal gele lakken gemaakt werden. 

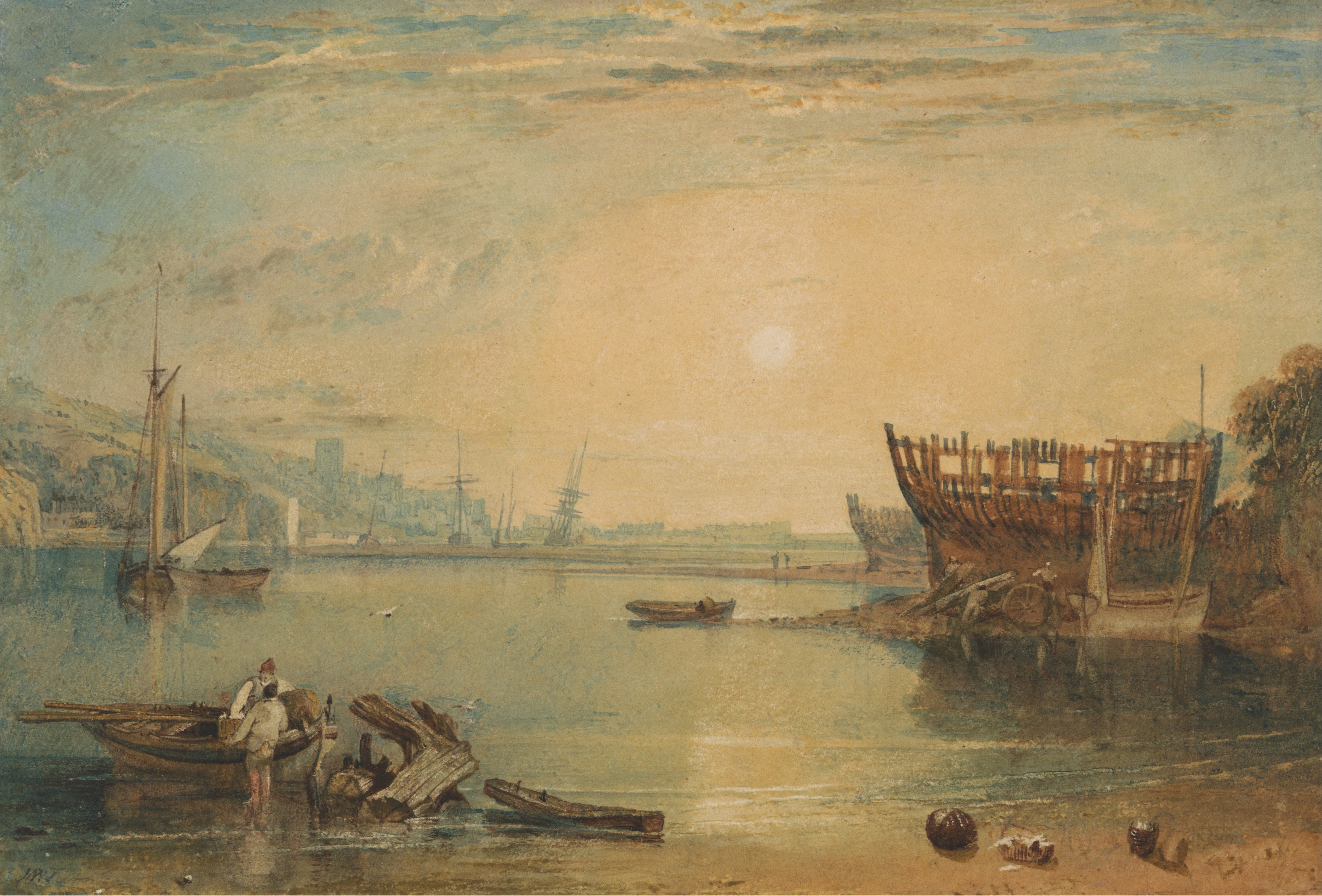
William Turner was befaamd om de goudgele tinten in zijn werk, waarvoor hij vaak indischgeel gebruikte

In de achttiende eeuw werd door de uitvinding van aquarelpapier de aquareltechniek populair. Indischgeel was door zijn kleurkracht ideaal om de absorberende vezels van het papier te kleuren. De handboeken prezen het pigment om zijn "weergaloze schoonheid" en diepe goudgele tinten in schaduwpartijen. Men dacht dat het lichtgevend was; later bleek het inderdaad licht fluorescerend te zijn maar de voor die tijd ongewoon verzadigde tint zal die indruk versterkt te hebben. Het had een veel fellere tint dan het eveneens uit Azië afkomstige gummigut. Het pigment werd aanbevolen voor het schilderen van zonsondergangen en zonovergoten landschappen, of door een avondlicht bestreken wegen, rivieroevers, kliffen en zeilen. Het werd speciaal nuttig geacht voor het mengen van groene of oranje tinten, en ook van vleestonen in de portretschildering. Meestal werd het pigment als "onmisbaar" omschreven. In de negentiende eeuw kwam echter een transparant alternatief beschikbaar: aureoline, ofschoon dat wel veel duurder was. Indischgeel bleef in algemeen gebruik. Het is bijvoorbeeld aangetoond in de maan van Vincent van Gogh's De sterrennacht.
Er was ook een kleine ambachtelijke of industriële toepassing als beits, muurverf en textielverf. Eind negentiende eeuw begon het gebruikt te worden om foto's of negatieven in te kleuren. Voor het kleuren van textiel is indischgeel minder ideaal. Het is immers geen kleurstof en kleurt de vezels dus niet direct. De methode om stof te kleuren was om wat indischgeel aan heet water toe te voegen en het textiel erin onder te dompelen. In Europa werd de pregnante geur als bezwaarlijk gezien. In India werd het pigment al vrij snel uit de kleren gewassen waarna die weer op kleur werden gebracht door onderdompeling in een nieuw badje indischgeel; de geringe prijs maakte dit weinig bezwaarlijk.

## Eigenschappen
Indischgeel heeft een grote kleurkracht. Het is fluorescerend. Het pigment kan in gouaches aangetoond worden door die met ultravioletlicht te beschijnen. Het is ook mogelijk vervalsingen van oude miniaturen te ontmaskeren door een ontbreken van de fluorescentie. Het is slecht in koud water of alcohol oplosbaar. Het glucuronidezuur maakt een zekere oplossing in water mogelijk. Het euxanthon maakt het pigment verenigbaar met olieverf. De oplosbaarheid in kokende alcohol is veel beter. Het is weinig zuurbestendig. Het is kalkbestendig en werd in India aangetoond in muurschilderingen. Het reageert niet met andere pigmenten. Het is niet giftig. Er bestaat echter geen toepassing in de voedingsindustrie.
De lichtechtheid is omstreden. In de waterverftechniek werd het vreemde verschijnsel waargenomen dat werken de volle zon redelijk leken te doorstaan maar dat aquarellen in mappen bruin verkleurden. Dat kan wellicht verklaard worden doordat in zonlicht de fluorescentie het kleurverlies compenseert. In de olieverftechniek werd het pigment meestal slecht lichtecht geacht. Arthur Herbert Church publiceerde in 1890 wat proefnemingen. Verschillende stalen olieverf toonden geen enkele verzwakking, zelfs niet na langdurige blootstelling aan zonlicht. Verkleuringen weet hij aan onzuiverheden of een veranderingen in het bindmiddel lijnolie, dat uit zichzelf al vergeelt. Hij had echter ook stalen gezien die na vijf jaar een derde van hun verzadiging hadden verloren en verkleurd waren tot een roodbruine tint. Als waterverf aangebracht, waarbij het bindmiddel het pigment niet kan beschermen omdat de gom helemaal in het papier trekt, was er in vol zonlicht een geleidelijke verbleking. Na vijf jaar zou nog de helft van de oorspronkelijke tint over zijn. De Duitse chemicus Alexander Eibner meldde in 1905 dat waterverfstalen twee jaar daglicht konden weerstaan zonder merkbare verandering. Bij moderne proefnemingen, waarin indischgeel werd gebonden met arabische gom, arabische gom met toegevoegd zinkwit zodat licht extra gereflecteerd werd, verschillende acrylmedia en vinyl, bleek het pigment opvallend lichtecht. Op de Blue Wool Scale voor textielverven, die van 1 naar 8 loopt, haalde het pigment een score van 5 tot 6, wat omschreven wordt met "redelijk" tot "erg goed". Kleding verkleurt dan niet merkbaar binnen een normale draagperiode. Eerdere meldingen van verkleuringen kunnen ook verklaard worden door het niet voldoende verwijderen van het euxanthon, vergelingen van de drager, zuren die uit papier vrijkomen, extreme maar herstelbare dehydratering van het euxanthinezuur, of een verwisseling met verschietende plantenkleurstoffen.